# مايك سميث (ممثل)
مايك سميث هو موسيقي وممثل كندي، ولد في 27 أغسطس 1972 في كندا.

## وصلات خارجية
- مايك سميث على موقع IMDb (الإنجليزية)
- مايك سميث على موقع ميوزك برينز (الإنجليزية)
- مايك سميث على موقع إن إن دي بي (الإنجليزية)
- مايك سميث على موقع ديسكوغز (الإنجليزية)
- مايك سميث على موقع قاعدة بيانات الفيلم (الإنجليزية)